# Boujan-sur-Libron
Boujan-sur-Libron is een gemeente in het Franse departement Hérault (regio Occitanie). De plaats maakt deel uit van het arrondissement Béziers. Boujan-sur-Libron telde op 1 januari 2022 3.536 inwoners.

## Geografie
De oppervlakte van Boujan-sur-Libron bedroeg op 1 januari 2022 7,02 vierkante kilometer; de bevolkingsdichtheid was toen 503,7 inwoners per km².

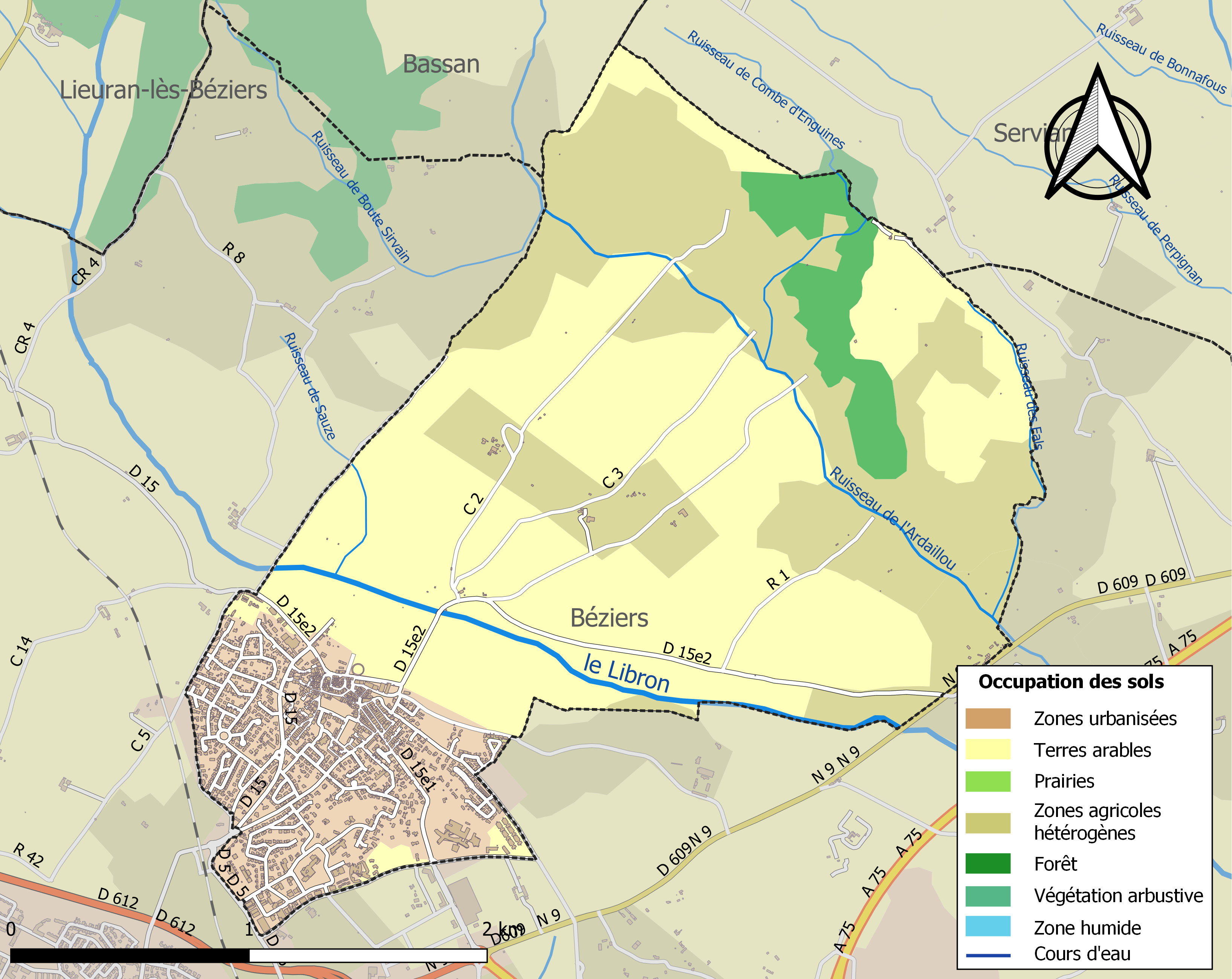
Kaart van de gemeente met belangrijkste infrastructuur, bodemgebruik en omliggende gemeenten

## Demografie
Onderstaande figuur toont het verloop van het inwonertal (bron: INSEE-tellingen).